# Maria Vorontsova
Maria Vladimirovna Vorontsova (en russe : Мария Владимировна Воронцова), née Poutina (Путина), également appelée Maria Faassen, née le 28 avril 1985 à Léningrad, est une endocrinologue pédiatrique russe. Elle est la fille aînée du président russe Vladimir Poutine et de Lioudmila Poutina.
Depuis 2019, Maria Vorontsova est actionnaire et cadre supérieure de la société médicale Nomeko implantée à proximité de Saint-Pétersbourg.

## Biographie
Maria Vorontsova (de son pseudonyme) est née le 28 avril 1985 à Leningrad, aujourd’hui Saint-Pétersbourg. Elle est la fille aînée du président russe Vladimir Poutine et de son ex-épouse Lioudmila Poutina. Elle a une sœur cadette prénommé Katerina, née le 31 août 1986. Sergueï Roldouguine, ami de jeunesse de Vladimir Poutine, est son parrain. Elle a suivi ses études au sein de l’Université d'État de Moscou. Elle est diplômée du département de médecine fondamentale et travaille dans le domaine de l'endocrinologie.

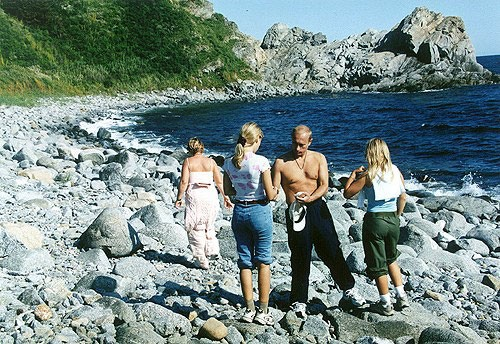
Vladimir Poutine en famille en 2002.

En 2010, un journaliste de la presse russe mentionne la relation de Maria Vorontsova avec un jeune Néerlandais, ancien étudiant en architecture de La Haye, Jorrit Faassen. Ce dernier, après un accident de la circulation survenu en Russie, est agressé par le garde du corps de Matvej Oerin, un banquier russe. Quelques jours plus tard, le domicile du banquier fait l'objet d'une perquisition. De la drogue, des armes et des preuves de corruption y sont trouvées. En avril 2011, le banquier est condamné à deux ans de prison. Les journalistes supposent que Jorrit Faassen est protégé et émettent l'hypothèse qu'il serait le gendre de Poutine. Le Kremlin ne dément pas et garde le silence.

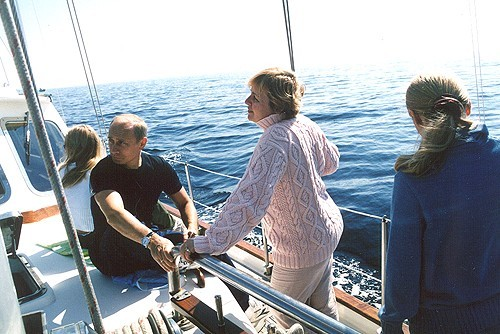
Vladimir Poutine en famille en 2002.

En 2013, des blogueurs ukrainiens et néerlandais signalent la présence de Maria Vorontsova à Voorschoten en province de Hollande-Méridionale avec Jorrit Faassen alors âgé de 34 ans. Après le crash du vol Malaysia Airlines 17, où sur les 283 victimes, 193 étaient Néerlandaises, Pieter Broertjes, maire de la ville de Hilversum, demande publiquement que Maria Poutine, 29 ans, soit expulsée du pays. En 2015, Vorontsova et Faassen vivent à Moscou.
En 2019, Maria Vorontsova indique, à la chaîne de télévision Rossiya 1, qu'elle est copropriétaire et cadre supérieure de Nomeko (contraction des termes russes pour « nouvelle société médicale »), une entreprise créée en janvier 2019 et axée sur la recherche dans le domaine du cancer. Son objectif serait de contribuer à vaincre cette maladie. L'entreprise Nomeko est implantée à proximité de Saint-Pétersbourg, elle est considérée comme « le plus grand projet d’investissement privé dans les soins de santé » en Russie. La compagnie d'assurance Sogaz (en) est un des principaux investisseurs de Nomeko, cette compagnie d'assurance appartient au banquier Iouri Kovaltchouk, un proche de Poutine. Selon British Broadcasting Corporation Russia, cette société a investi 30 milliards de roubles (476 millions de dollars) dans le projet,.
En avril 2022, à la suite du massacre de Boutcha en Ukraine, les deux filles de Vladimir Poutine, Maria Vorontsova, âgée de 36 ans, et Katerina Tikhonova, âgée de 35 ans, sont sanctionnées par les États-Unis, l'Union européenne, le Royaume-Uni et le Canada. L'explication de l'UE donnée à ces sanctions mentionne que Maria Vorontosa est sanctionnée pour son rôle dans une société de projets d’investissement, Nomenko, dans le secteur de la santé qui « procure des sources substantielles de revenus » aux autorités russes, et « supervisé personnellement par Poutine »,.